# Salsa criolla
Molho criolla é a denominação comum para um preparação simples em forma de molho ou adobo culinário, amplamente difundido em América Latina. Por sua singeleza e economia de ingredientes poderia encontrar em outras culturas com diferentes denominações e variantes.

## Características e variedades regionais

### Argentina e Uruguai
Em Argentina e Uruguai é utilizada como aderezo para adobar carnes vermelhas, asado, achuras ou marinados, e consiste em diferentes ingredientes picados em brunoise, principalmente cebolla, morrón (vermelho e/ou verde) e tomate, adobados com um preparado de vinagre e algo de azeite. Em ambos países é muito consumida junto com o chimichurri.
Em Peru denomina-se também sarsa criolla, sarza criolla ou zarza criolla. Prepara-se com cebola vermelha cortada em pluma, ají amarelo ou ají limo e limão. Também é comum que se lhe agregue culantro ou salsa. É provavelmente o acompanhante mais importante da comida popular e fundamental como guarnición de diferentes tipos de sánguches, como o pão com chicharrón, a butifarra, o pão com pejerrey, e de múltiplos platos da gastronomia peruana, como os tamales, o seco ou o arroz com pato.

## Galeria
1. ↑  «12 platos de América Latina que deberían triunfar como el cebiche». El Comidista. 15 de maio de 2018. Consultado em 28 de maio de 2018
2. ↑  «El Viejo Mercado de San Telmo». Diario La Capital de Mar del Plata (em espanhol). Consultado em 28 de maio de 2018
3. ↑  «Salsa, sarsa, sarza, zarza». Universidad de Piura (em espanhol). Consultado em 9 de fevereiro de 2018
4. ↑  «Las tres B de la Sanguchería La Lucha en Bogotá». SomoSibaritas (em espanhol). 24 de maio de 2018. Consultado em 28 de maio de 2018
5. ↑  «Su majestad, el pejerrey [FOTOS]». Peru21 (em espanhol). 28 de abril de 2018. Consultado em 28 de maio de 2018
6. 1 2  «Columna | Sánguches, bocadillos y butifarras». El País (em espanhol). 5 de fevereiro de 2016. ISSN 1134-6582. Consultado em 28 de maio de 2018
7. ↑  «Mañana es el Día Nacional del Chicharrón y aquí te ofrecemos dos recetas para disfrutarlo [FOTOS]». Peru21 (em espanhol). 16 de junho de 2017. Consultado em 28 de maio de 2018
8. ↑  «La crítica gastronómica de Paola Miglio a sánguches El Chinito». El Comercio (em espanhol). 16 de março de 2018. Consultado em 28 de maio de 2018
9. ↑  «La historia de la butifarra, un sánguche criollo con raíces europeas». El Comercio (em espanhol). 30 de abril de 2011. Consultado em 28 de maio de 2018
10. ↑  «Mistura 2016: La Fortaleza del Real Sabor [Fotos]». Peru21 (em espanhol). 4 de setembro de 2016. Consultado em 28 de maio de 2018
11. ↑  «Try Polla a la Brasa and Other Peruvian Dishes at These Las Vegas Restaurant This Weekend». Eater Vegas. Consultado em 28 de maio de 2018
12. ↑  Fetzer, Erika (2 de abril de 2004). Sabores del Perú: la cocina peruana desde los incas hasta nuestros días (em espanhol). [S.l.]: Viena. p. 25. ISBN 9788483302491. Consultado em 29 de outubro de 2018